# Barychelidae
Famille
Les Barychelidae ou mygales ornées sont une famille d'araignées mygalomorphes.

## Distribution

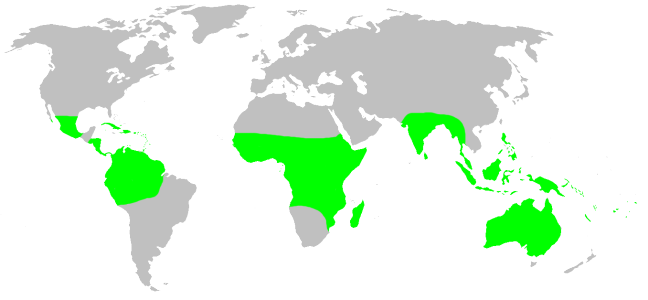
Distribution

Les espèces de cette famille se rencontrent  en Amérique, en Afrique, en Asie et en Océanie dans les régions tropicales et équatoriales.

## Description
Ces Mygales tropicales sont caractérisées par des peignes de soies à l'extrémité de leurs pattes, ce qui leur permet de grimper sur des supports même peu adhérents. Certaines vivent dans la zone de balancement des marées et sont régulièrement immergées à marée haute.

## Paléontologie
Cette famille est connue depuis le Néogène.

## Liste des genres
Selon World Spider Catalog (version 24, 17/07/2023) :
- Adelonychia Walsh, 1890
- Ammonius Thorell, 1899
- Atrophothele Pocock, 1903
- Aurecocrypta Raven, 1994
- Barycheloides Raven, 1994
- Barychelus Simon, 1889
- Cosmopelma Simon, 1889
- Cyphonisia Simon, 1889
- Encyocrypta Simon, 1889
- Eubrachycercus Pocock, 1897
- Fijocrypta Raven, 1994
- Idioctis L. Koch, 1874
- Idiommata Ausserer, 1871
- Idiophthalma O. Pickard-Cambridge, 1877
- Mandjelia Raven, 1994
- Monodontium Kulczyński, 1908
- Moruga Raven, 1994
- Natgeogia Raven, 1994
- Neodiplothele Mello-Leitão, 1917
- Nihoa Raven & Churchill, 1992
- Orstom Raven, 1994
- Ozicrypta Raven, 1994
- Paracenobiopelma Feio, 1952
- Pisenor Simon, 1889
- Plagiobothrus Karsch, 1892
- Questocrypta Raven, 1994
- Rhianodes Raven, 1985
- Sason Simon, 1887
- Sasonichus Pocock, 1900
- Seqocrypta Raven, 1994
- Sipalolasma Simon, 1892
- Strophaeus Ausserer, 1875
- Synothele Simon, 1908
- Tigidia Simon, 1892
- Trittame L. Koch, 1874
- Troglothele Fage, 1929
- Tungari Raven, 1994
- Zophorame Raven, 1990
- Zophoryctes Simon, 1902

## Systématique et taxinomie
Cette famille a été décrite par Simon en 1889 comme une sous-famille des Avicularidae. 
Cette famille rassemble 283 espèces dans 39 genres.

## Publication originale
- Simon, 1889 : « Arachnides. Voyage de M. E. Simon au Venezuela (décembre 1887-avril 1888). 4e Mémoire. » Annales de la Société Entomologique de France, sér. 6, vol. 9, p. 169-220 (texte intégral).